# St. Konrad (Herne-Süd)
Die katholische Kirche St. Konrad von Parzham, im Süden der Stadt Herne gelegen, war eine der beiden Kirchen im Pastoralverbund Herne-Süd und Pfarrkirche der St.-Konrad-von-Parzham-Gemeinde Herne und später bis zur Schließung im Jahr 2024 Gemeindekirche der St. Dionysius-Gemeinde des Dekanates Emschertal im Erzbistum Paderborn. Die Profanierung fand am 2. November 2024 durch Weihbischof Josef Holtkotte statt.

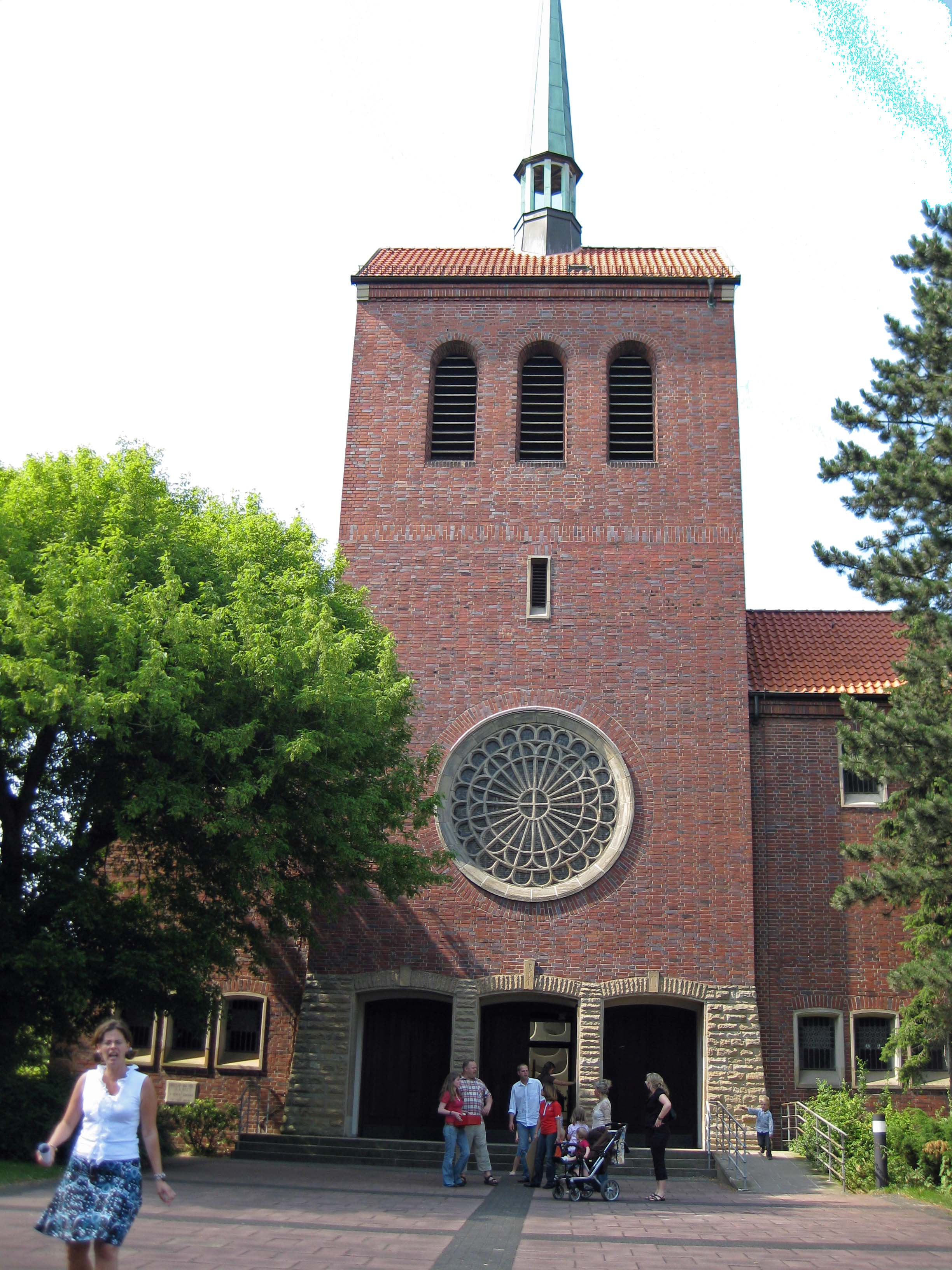
St. Konrad, Herne

## Vor- und Baugeschichte
Am 27. Dezember 1905 begann durch die Einweihung des von der Zeche Vereinigte Constantin der Große errichteten Constantin-Stiftes die Geschichte des katholischen Lebens im Herner Stadtteil Constantin. Die Barmherzigen Schwestern des hl. Vinzenz von Paul zogen ein (bis 1985) und errichteten einen Kindergarten, eine Nähschule und eine ambulante Krankenstation. Damit begann die Gemeindebildung des noch von der St.-Bonifatius-Gemeinde und ab 1907 von der Herz-Jesu-Gemeinde verwalteten Ortsteils. 1920 wurde die Gemeinde durch Vikar Beyer betreut. 1949 war Pfarrvikar Josef Klens für die Gemeinde zuständig und das Pfarrhaus wurde gebaut. Im Constantin-Stift fanden seit dem 24. Dezember 1912 bzw. 3. Januar 1920 (regelmäßig zu den Sonntagen) Gottesdienste, Taufen, Trauungen, Konferenzen, Gruppenabende der Jugend, Kirchenchorproben sowie kleine Feiern statt.

Schon am 19. April 1918 wurde an der Kronenstraße zuerst ein 0,24 Hektar großes Grundstück, am 15. September 1918 ein 0,063 Hektar großes Hintergrundstück erworben, um dort einen Kirchbau zu ermöglichen. Zum 24. April 1941 wurde unter dem Namen Bruder Konrad Pfarrvikarie eine Gemeinde ohne eigenes Vermögen errichtet. Der Vikar Villis aus Herz-Jesu wurde zum Pfarrvikar ernannt. Nach Vikar Trimborn wurde Johannes Klens Vikar zu St. Konrad und zog am 28. November 1949 in das neu erbaute Vikarienhaus an der Kronenstraße (Heute Pfarrbüro und Wohnhaus).
1951 trat Vikar Felix Wahle sein Amt in der Gemeinde an. Sein Hauptaugenmerk galt dem Bau einer eigenen Pfarrkirche. 1952 wurde der Grundstein der Pfarrkirche feierlich gelegt. Noch ehe die Kirche vollendet worden war, wurde zum 1. April 1954 St. Konrad offiziell eigenständige Pfarrei unter Pfarrer Felix Wahle. Der erste Gottesdienst fand am 3. Mai 1954 statt und am 20. März 1955 erfolgte die feierliche Kirchweihe an der Kronenstraße.

## Sehenswerte Kunstwerke
Die heutige Gesamtgestaltung der St.-Konrad-Kirche erstreckte sich über einen Zeitraum von über 30 Jahren, wenngleich die einheitliche Konzeption schon im ersten Entwurf begründet wurde. Der Künstler Werner-Jakob Korsmeier konnte 1969 seine künstlerische Komposition im gesamten Innenraum verwirklichen. Zwei abstrakte Raumplastiken aus Polyester mit einer Höhe von ca. 10 Metern und einer Breite von 6,4 Metern geben der Kirche ihre dominante Ausstrahlung.
Die Modellierung feinster Licht- und Schattenwirkungen prägt den Raum in einer Weise, dass eine starke meditative Stille und Sammlung entsteht. Die in reicher Plastizität geschaffenen Skulpturen von Altar, Ambo und Sedes bilden in ihrem tiefgrauen Basaltlava-Gestein den Ort der Eucharistiefeier. Fünfzig Einzelwerke, Skulpturen, Plastiken, Bronzegeräte bilden die aufeinander abgestimmte Gesamtwirkung des Werkes. So z. B.
- die Bronzeplastik in einer Basaltstele der Mutter vom Guten Rat im linken Kirchenschiff,
- die gesamte Anlage der Sakramentskapelle am Ende des rechten Seitenschiffes auf Polyesterbasis,
- fünf Engelsskulpturen vor den Kirchenbänken aus Basaltlava,
- das Kreuz von St. Konrad auf der großen Polyesterskulptur im Chorraum, ebenfalls aus Polyester.

Der gesamte Kirchenraum ist als geschlossenes Gesamtkunstwerk geplant, ausgeführt und erhalten.
Die Glasmalereien stammen zum einen, wie in der Herz-Jesu-Kirche (Herne-Süd), von Jupp Gesing aus dem Jahr 1955 (Rosette) und die Schifffenster von Nikolaus Bette aus dem Jahr 1969.

## Glocken
Gussstahlglocken: Disposition im Plenum c′ – d′ – e′ – g′, gegossen 1960 vom Bochumer Verein für Gussstahlfabrikation (BVG).

## Seelsorger
Pfarrvikare zur Bruder Konrad Pfarrvikarie
- Theodor Villis (1941–1947), (* 10. April 1913 † 29. April 2009)
- Johannes Trimborn (Mai 1947 bis Juni 1947)
- Josef Klens (1947–1951)

Pfarrer zu St. Konrad
- Felix Wahle (1951–1967)
- Friedhelm Goerdt (1967–1998)
- Ludger Plümpe (1998–2015), Pfarrverwalter
- Christian Gröne (2015–2016), Dechant und Pfarrer zu St. Bonifatius als Pfarradministrator
- Georg Birwer (2017–2024), Pfarrer von St. Dionysius Herne
- Nils Petrat 2024